# 새의 날
새의 날(Bird Day)은 새를 기념하는 여러 휴일의 이름이다. 여러 나라에서 다양한 날짜에 그러한 휴일을 기념한다.

## 세계 철새의 날

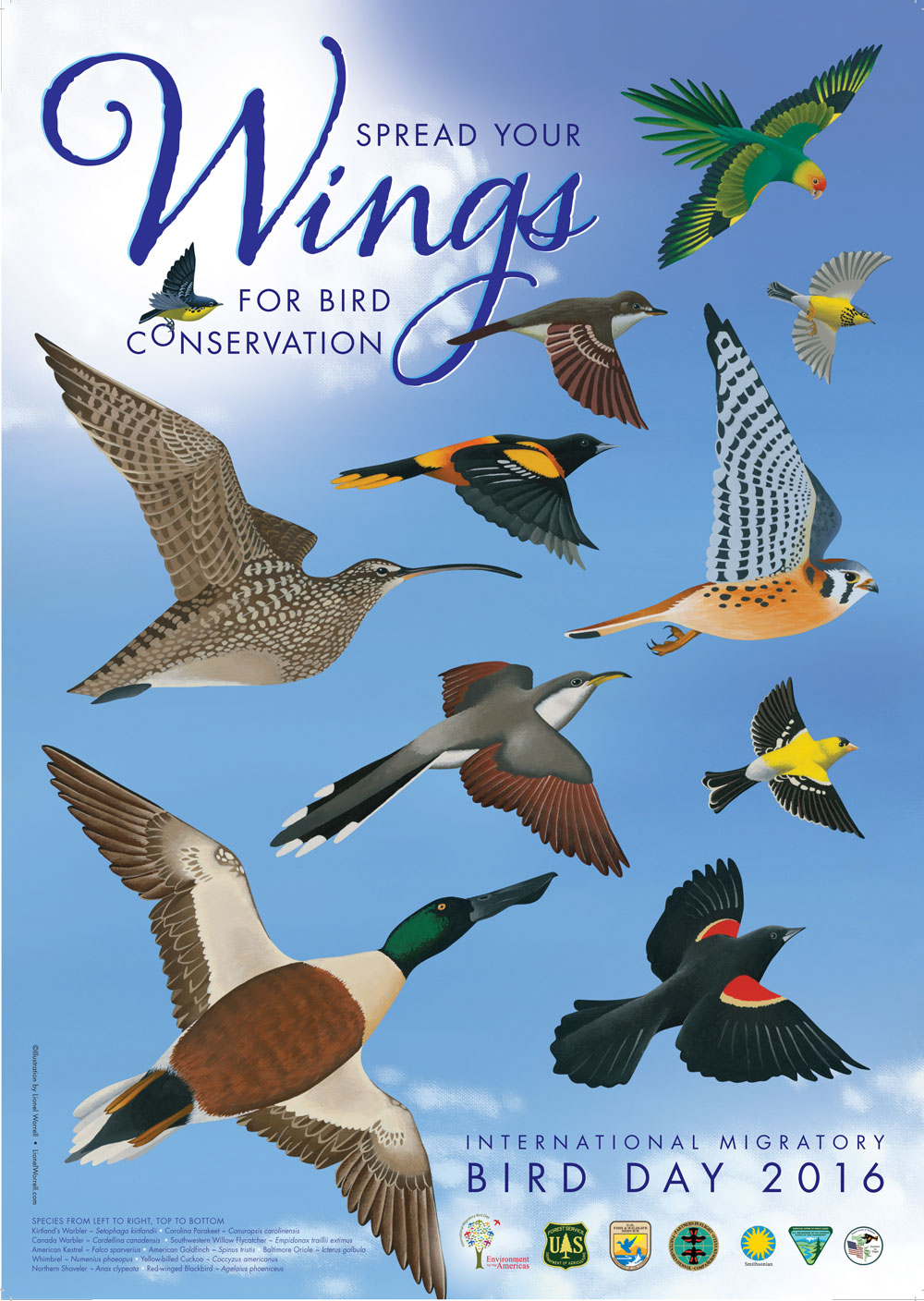
2016년 포스터

세계 철새의 날(World Migratory Bird Day)은 유엔환경계획(UNEP) 산하 야생동물 국제협약인 '아프리카-유라시아 이동성물새협정(AEWE)'과 '이동성야생동물보호협약(CMS)'이 이동성물새와 서식지 보존의 필요성을 강조하기 위해 2006년 지정한 국제 기념일이다. 5월과 10월 둘째 주 토요일마다 기념한다.

## 새의 날 (영국)
1979년부터 영국의 조류 애호가들은 매년 열리는 빅 가든 버드워치(Big Garden Birdwatch)에 참여해 왔다. 왕립 조류 보호 협회가 주최하는 연례 행사에서는 최대 50만 명의 사람들이 새 수를 세기 위해 한 시간을 보낸다. 2009년에 빅 가든 버드워치는 스코츠맨 신문에서 "Bird Day"로 불렸다.